# SM-veckan 2017 (sommar)
SM-veckan sommar 2017 avgjordes i Borås 30 juni–7 juli (vecka 26–27) som den åttonde sommarupplagan av SM-veckan. Tävlingarna arrangerades av Riksidrottsförbundet (RF), Sveriges Television (SVT) och Borås kommun.
Borås stod för andra gången som värd, efter 2014 års arrangemang. Ett antal nya idrotter står på programmet – fridykning, HEMA (Historical European Martial Arts – historiska europeiska kampkonster), kvinnlig artistisk gymnastik, simhopp, skateboard, wakeboard och vattenskidor.

## Idrotter
Under tävlingarna avgjordes svenska mästerskap i sammanlagt (cirka) 50 olika idrotter. Detta är ett större antal idrotter än vid någon tidigare SM-vecka:

- Backe MC (solo och sidvagn)
- Backe rally/rallycross
- Backe crosscart
- Bangolf
- Basket (3x3)
- Beachvattenpolo
- Boule (precisionsskytte)
- Bowling
- Boxning
- Brottning
- Casting
- Cricket (T20)
- Cykel
- Discgolf
- Dragkamp
- Flaggfotboll
- Friidrott (lag-SM)
- Friidrott (löpning 100 km)
- Fridykning
- Frisbee (allround)
- Gång
- Handigolf
- Historical European Martial Arts (HEMA)
- Jetski
- Kanotpolo
- Kvinnlig artistisk gymnastik
- Motocross sprint
- Orienteringsskytte
- Radiostyrd bilsport
- Rodd (sprint)
- Roller derby
- Rugby (7s)
- Rullskidor
- Rullstolstennis
- Segling (trissjolle)
- Simhopp
- Simning
- Skateboard
- Skyttesport (olympisk skeet)
- Styrkelyft (klassiskt)
- Superenduro
- Tennis (lag)
- Trampolin
- Triathlon
- Truppgymnastik
- Tyngdlyftning
- Ultimate frisbee
- Wakeboard
- Vattenskidor
- Öppet vatten